# Pobles indígenes refugiats
Els pobles indígenes refugiats és la designació oficial del govern mexicà per a aquells grups indígenes del sud Mèxic desplaçats des de Guatemala, principalment, durant la dècada de 1980.
En formen part els chujes, mames, ixiles, kanjobales, jacaltecos, quichés, cakchiqueles i kekchíes, que són pobles maies originaris de Guatemala, del municipi d'Aguacatán (els quals parlen aguataceco), Quetzaltenango, El Quiché, Suchitepéquez i Verapaz (que parlen altres llengües).
Chiapas pertanyia a la capitania general de Guatemala, però, en separar-se Centreamèrica de Mèxic, va decidir integrar-se com a estat de la federació mexicana per referèndum. La frontera entre els dos països, però, va experimentar nombroses migracions transfrontereres d'indígenes, la més important la del 1981 en què milers d'indígenes d'aquests pobles van fugir de la persecució i de la guerra civil de Guatemala. Per tant, els censos mexicans subsegüents van incloure aquests grups, els quals són considerats pel govern mexicà i pels organismes internacionals com a "pobles indígenes refugiats". El cens del 2000 de Mèxic va registrar 210 parlants del caktxikel, 90 parlants d'ixil, 677 de kektxí, 246 de kitxé, i 23 d'aguacateco. Com a llengües indígenes històriques dels pobles maies, també gaudeixen de l'estatus de "llengües nacionals de Mèxic".